# Campionati africani femminili di pallacanestro Under-16
I Campionati africani femminili di pallacanestro Under-16 (in inglese FIBA AfroBasket Women Under-16) sono una competizione sportiva continentale a cadenza biennale organizzata dalla FIBA Africa, la federazione africana della pallacanestro.
Si tratta di un torneo tra nazionali composte di giocatrici al di sotto dei 16 anni di età, ed è di solito valevole per la qualificazione ai Campionati mondiali Under-17.
Il primo campionato africano di pallacanestro Under-16 si tenne nel 2009.

## Albo d'oro
| Anno          | Nazione ospitante | Finale 1º/2º | Finale 1º/2º | Finale 1º/2º  | Finale 3º/4º | Finale 3º/4º | Finale 3º/4º |
| Anno          | Nazione ospitante | Vincitore    | punteggio    | Secondo posto | Terzo posto  | punteggio    | Quarto posto |
| ------------- | ----------------- | ------------ | ------------ | ------------- | ------------ | ------------ | ------------ |
| 2009 dettagli | Mali              | Mali         | -            | Egitto        | Angola       | -            | Algeria      |
| 2011 dettagli | Egitto            | Mali         | -            | Egitto        | Angola       | -            | Tunisia      |
| 2013 dettagli | Mozambico         | Mali         | -            | Egitto        | Mozambico    | -            | Tunisia      |
| 2015 dettagli | Madagascar        | Mali         | -            | Nigeria       | Angola       | -            | Mozambico    |

## Medagliere
| Pos. | Paese  | Oro | Argento | Bronzo | Totale |
| ---- | ------ | --- | ------- | ------ | ------ |
| 1    | Mali   | 2   | 0       | 0      | 2      |
| 2    | Egitto | 0   | 2       | 0      | 2      |
| 3    | Angola | 0   | 0       | 2      | 2      |